# Lili Lani
Lili Lani (née Juanita Katharina Kristiansen le 12 juin 1905 à Copenhague et morte le 21 février 1996) est une actrice danoise.

## Biographie
Lili Lani commença le théâtre à l'âge de 9 ans au Det Ny Teater Plus tard, elle joua à l'Odense Teater, au Betty Nansen Teatret et au Camp X Aveny (da).

## Filmographie partielle
- 1922 : Il était une fois (Der var engang), de Carl Theodor Dreyer
- 1925 : Vagabonds à Vienne (Vagabonder i Wien), de Hans Otto Löwenstein